# Всеобщие выборы в Аргентине (2019)
Всеобщие выборы 2019 года в Аргентине — кампания по выборам президента страны, членов Национального конгресса и губернаторов большинства провинций, состоявшиеся 27 октября.
Новым президентом был избран Альберто Фернандес из Хустисиалистской партии, победив уже в первом туре действующего президента Маурисио Макри. Макри — первый в истории Аргентины действующий президент, который потерпел поражение при попытке переизбраться на второй срок.

## Избирательная система
Выборы президента в Аргентине проводятся в рамках модифицированной системы абсолютного большинства с двумя турами. Согласно ей, кандидат может выиграть уже в первом туре, набрав более 45 % голосов, или если наберёт 40 % голосов, опередив при этом кандидата, занявшего второе место, на более чем 10 процентных пунктов. Второй тур проводится в том случае, если ни один из кандидатов не соответствует ни одному из пороговых значений. Голосование является обязательным для граждан в возрасте от 18 до 70 лет. Также право голоса имеют 16- и 17-летние, хотя и без обязательного голосования.
В нижней палате аргентинского парламента, Палате депутатов, 257 человек, которые избираются в 24 избирательных округах — 23 провинциях, а также федеральном округе Буэнос-Айрес. Количество депутатов, избираемых от каждого округа, зависит от населения провинции. Одна треть мест в палате депутатов отведена женщинам. Места в Палате депутатов распределяются между партиями пропорционально с использованием метода Д’Ондта с избирательным порогом 3 %.
Сенат состоит из 72 человек (по 3 сенатора от столицы и каждой провинции). Сенаторы избираются в трёхмандатных избирательных округах на 6 лет с использованием системы закрытых списков прямым голосованием по методу Д’Ондта. Каждые два года обновляется треть Сената. В октябре 2019 года избирались 24 сенатора. Каждая партия может зарегистрировать до двух кандидатов; один из них должен быть женщиной. Партия, получившая наибольшее количество голосов, получает два места, а партия, занявшая второе место, одно.

## Президентские выборы

### Зарегистрированные кандидаты
Для участия в выборах президента Аргентины были зарегистрированы следующие кандидаты:
- Маурисио Макри (Республиканское предложение) от коалиции «Вместе за перемены[исп.]», действующий президент, мэр Буэнос-Айреса (2007—2015). Кандидат в вице-президенты — Мигель Анхель Пичетто[исп.] (Хустисиалистская партия), юрист, сенатор от провинции Рио-Негро, лидер большинства в Сенате.
- Альберто Фернандес (Хустисиалистская партия) от коалиции Всеобщий фронт[исп.], глава Кабинета министров (2003—2008). Кандидат в вице-президенты — Кристина Фернандес де Киршнер (Хустисиалистская партия), 55-й президент Аргентины (2007—2015).
- Роберто Лаванья (независимый кандидат) от коалиции Федеральное согласие[исп.], экономист, Министр экономики и производства (2003—2005). Кандидат в вице-президенты — Хуан Мануэль Уртубей[исп.] (Хустисиалистская партия), юрист, университетский профессор и действующий губернатор провинции Сальта.
- Николас дель Каньо[исп.] (Социалистическая партия трудящихся) от коалиции Левый фронт трудящихся[исп.], депутат. Кандидат в вице-президенты — Ромина Дель Пла[исп.] (Рабочая партия[исп.]), депутат.
- Хосе Луис Эсперт[исп.] (Либертарианская партия) от коалиции Frente Despertar, экономист и профессор. Кандидат в вице-президенты — Луис Росалес (Либертарианская партия).
- Алехандро Биондини[исп.] (Партия местного флага) от коалиции Патриотический фронт. Кандидат в вице-президенты — Энрике Вентурино (Партия местного флага).
- Мануэла Кастаньейра (Новое движение к социализму[исп.]), социолог. Кандидат в вице-президенты — Эдуардо Мулаль (Новое движение к социализму).
- Хуан Хосе Гомес Сентурион (Frente NOS), вице-президент Банка аргентинской нации. Кандидат в вице-президенты — Синтия Хоттон («Ценности для моей страны»), депутат (2007—2011).
- Хосе Антонио Ромеро Ферис (Национальная автономистская партия), губернатор провинции Корриентес (1983—1987), сенатор (1987—2001). Кандидат в вице-президенты — Гильермо Суэлдо (Национальная автономистская партия)
- Рауль Умберто Альбаррасин (Движение местного действия). Кандидат в вице-президенты — Серхио Дарио Пасторе (Движение местного действия).

### Опросы
| Дата             | Организация                           | Кол-во опрошенных | Альберто Фернандес | Маурисио Макри | Роберто Лаванья | Николас дель Каньо | Хосе Луис Эсперт | Хуан Хосе Гомес Сентурион | Неопред. | Разница |
| ---------------- | ------------------------------------- | ----------------- | ------------------ | -------------- | --------------- | ------------------ | ---------------- | ------------------------- | -------- | ------- |
| Дата             | Организация                           | Кол-во опрошенных |                    |                |                 |                    |                  |                           | Неопред. | Разница |
| 30 сентября 2019 | Opinaia                               | 3000              | 48                 | 30             | 7               | 2                  | 3                | 2                         | 3        | 18      |
| 11 августа 2019  | Primary Election (недоступная ссылка) | 24 687 487        | 47,7               | 32,1           | 8,2             | 2,9                | 2,2              | 2,6                       | -        | 15,6    |
| 11—13 июля 2019  | Synopsis                              | 2260              | 40,6               | 38,1           | 8,9             | 1,5                | 3,9              | —                         | 4,9      | 2,5     |
| 11 июля 2019     | Gustavo Córdoba y Asociados           | 1934              | 33,5               | 32,5           | 11,3            | 3,8                | 5,1              | —                         | 1,0      | 1       |
| 2—11 июля 2019   | Universidad de San Andrés             | 2260              | 29                 | 25             | 5               | 3                  | 3                | 1                         | 15       | 4       |
| 29 июня 2019     | Meridional                            | 1934              | 42,5               | 34,5           | 8,8             | 2,7                | 11,5             | —                         | 11,3     | 8       |
| 28 июня 2019     | Synopsis                              | 2261              | 40,3               | 36,2           | 9,1             | 1,1                | 4,1              | —                         | 8,1      | 4,2     |
| 23 июня 2019     | CEOP                                  | 1500              | 43,7               | 32,3           | 9,3             | 2,1                | 3.9              | —                         | 8,7      | 11,4    |
| 23 июня 2019     | Trespuntozero                         | 1400              | 42                 | 33,4           | 7,9             | 0,9                | 2,5              | 2,5                       | 6,9      | 8,6     |

### Первичные выборы[исп.]
Открытые первичные выборы президента были проведены по всей стране 11 августа. Согласно закону № 26 571 от 2009 года все партии обязаны участвовать в первичных выборах, как с одним списком кандидатов, так и со списками внутрипартийных фракций. Граждане могут голосовать за любого кандидата от любой партии, но только один раз. Кандидат и список, набравшие 1,5 % или более голосов, допускаются до участия во всеобщих выборах.
Победителем первичных выборов 2019 года стал Фернандес с 47,8 % голосов, вторым был Макри с 31,8 %. Лаванья, дель Каньо, Гомес Сентурион и Эсперт получили достаточно действительных голосов, чтобы участвовать в всеобщих выборах.
| Партия                                | Партия                              | Кандидат в президенты             | Кандидат в вице-президенты        | Голоса     | %     |
| ------------------------------------- | ----------------------------------- | --------------------------------- | --------------------------------- | ---------- | ----- |
|                                       | Всеобщий фронт                      | Альберто Фернандес                | Кристина Киршнер                  | 12 205 938 | 47,79 |
|                                       | «Вместе за перемены»                | Маурисио Макри                    | Мигель Анхель Пичетто             | 8 121 689  | 31,80 |
|                                       | Федеральное согласие                | Роберто Лаванья                   | Хуан Мануэль Уртубей              | 2 081 315  | 8,15  |
|                                       | Левых фронт трудящихся — Единство   | Николас дель Каньо                | Ромина Дель Пла                   | 723 147    | 2,83  |
|                                       | Frente NOS                          | Хуан Хосе Гомес Сентурион         | Синтия Хоттон                     | 670 162    | 2,62  |
|                                       | Единство ради свободы и достоинства | Хосе Луис Эсперт                  | Луис Росалес                      | 550 593    | 2,16  |
|                                       |                                     |                                   |                                   |            |       |
|                                       | Новое движение к социализму         | Мануэла Кастаньейра               | Эдуардо Мулаль                    | 179 461    | 0,70  |
|                                       | Патриотический фронт                | Алехандро Биондини                | Энрике Вентурино                  | 58 944     | 0,23  |
|                                       | Движение местного действия          | Рауль Альбаррасин                 | Серхио Пасторе                    | 36 411     | 0,14  |
|                                       | Национальная автономистская партия  | Хосе Антонио Ромеро Ферис         | Гильермо Суэлдо                   | 32 722     | 0,13  |
|                                       | Против всех                         | Против всех                       | Против всех                       | 882 659    | 3,46  |
| Недействительные голоса               | Недействительные голоса             | Недействительные голоса           | Недействительные голоса           | 318 009    | -     |
| Всего                                 | Всего                               | Всего                             | Всего                             | 25 861 050 | 100   |
| Зарегистрировано избирателей/явка     | Зарегистрировано избирателей/явка   | Зарегистрировано избирателей/явка | Зарегистрировано избирателей/явка | 33 871 832 | 76,35 |
| Источник: Poder Judicial de la Nación |                                     |                                   |                                   |            |       |

### Итоги основного голосования
| Кандидат в президенты                                                                                  | Кандидат в президенты             | Кандидат в вице-президенты        | Партия                              | Голоса     | %     |
| --- | --------------------------------- | --------------------------------- | ----------------------------------- | ---------- | ----- |
| | Альберто Фернандес                | Кристина Киршнер                  | Всеобщий фронт                      | 12 473 709 | 48,10 |
| | Маурисио Макри                    | Мигель Анхель Пичетто             | «Вместе за перемены»                | 10 470 607 | 40,37 |
| | Роберто Лаванья                   | Хуан Мануэль Уртубей              | Федеральное согласие                | 1 599 707  | 6,16  |
| | Николас дель Каньо                | Ромина Дель Пла                   | Левых фронт трудящихся — Единство   | 561 214    | 2,16  |
| | Хуан Хосе Гомес Сентурион         | Синтия Хоттон                     | Frente NOS                          | 443 507    | 1,71  |
| | Хосе Луис Эсперт                  | Луис Росалес                      | Единство ради свободы и достоинства | 382 820    | 1,47  |
| Против всех                                                                                            | Против всех                       | Против всех                       | Против всех                         | 399 751    | -     |
| Недействительные голоса                                                                                | Недействительные голоса           | Недействительные голоса           | Недействительные голоса             | 264 145    | -     |
| Всего                                                                                                  | Всего                             | Всего                             | Всего                               | 26 595 460 | 100   |
| Зарегистрировано избирателей/явка                                                                      | Зарегистрировано избирателей/явка | Зарегистрировано избирателей/явка | Зарегистрировано избирателей/явка   | 32,890,049 |       |
| Источник: Resultados Архивная копия от 28 октября 2019 на Wayback Machine (подсчитано 97,13 % голосов) |                                   |                                   |                                     |            |       |

| Popular vote | Popular vote | Popular vote | Popular vote | Popular vote |
| ------------ | ------------ | ------------ | ------------ | ------------ |
| Фернандес    |              |              | 48.10 %      |              |
| Макри        |              |              | 40.37 %      |              |
| Лаванья      |              |              | 6.16 %       |              |
| дель Каньо   |              |              | 2.16 %       |              |
| Сентурион    |              |              | 1.71 %       |              |
| Эсперт       |              |              | 1.47 %       |              |

## Выборы в Национальный конгресс

### Выборы в Палату депутатов
| Партия                | Партия                         | Голоса | %   | Места | +/- |
| --------------------- | ------------------------------ | ------ | --- | ----- | --- |
|                       | Всеобщий фронт                 |        |     | 64    |     |
|                       | «Вместе за перемены»           |        |     | 56    |     |
|                       | Федеральное согласие           |        |     | 3     |     |
|                       | Гражданский фронт за Сантьяго  |        |     | 1     | ▲1  |
|                       | Мы делаем для Кордовы          |        |     | 1     | ▲1  |
|                       | Фронт Возрождения для Согласия |        |     | 1     | ▼2  |
|                       | Вместе за Рио Негро            |        |     | 1     | ▲1  |
|                       | Давайте жить лучше             |        |     | 1     | ▲1  |
|                       | Другие партии                  |        |     |       |     |
| Недействительные      | Недействительные               |        | -   | -     | -   |
| Всего                 | Всего                          |        | 100 | 257   | —   |
| Зарегистрировано/явка | Зарегистрировано/явка          |        | -   | -     |     |
| Источник:             |                                |        |     |       |     |

### Выборы в Сенат
| Партия                  | Партия                        | Голоса | %   | Места | +/- |
| ----------------------- | ----------------------------- | ------ | --- | ----- | --- |
|                         | Всеобщий фронт                |        |     | 13    |     |
|                         | «Вместе за перемены»          |        |     | 8     |     |
|                         | Гражданский фронт за Сантьяго |        |     | 2     |     |
|                         | «Вместе за Рио-Негро»         |        |     | 1     | ▲1  |
|                         | Другие партии                 |        |     | 0     |     |
| Недействительные        | Недействительные              |        | -   | -     | -   |
| Всего                   | Всего                         |        | 100 | 24    | —   |
| Зарегистрировано / Явка | Зарегистрировано / Явка       |        | -   | -     | -   |
| Source:                 |                               |        |     |       |     |

## Региональные выборы
Каждая провинция имеет право самостоятельно устанавливать дату проведения выборов в провинциальные органы власти, тогда как Национальная исполнительная власть несёт ответственность за установление даты выборов в национальные органы власти.
27 октября состоялись региональные выборы в четырёх провинциях.
- В Буэнос-Айресе главой регионального правительства был переизбран на второй срок Орасио Родригес Ларрета (Республиканское предложение). За Ларрету, поддержанного коалицией «Вместе за перемены[исп.]», проголосовали 1 082 990 избирателей (55,90 %). На выборах в региональный законодательный орган победу также одержала коалиция «Вместе за перемены».
- В провинции Буэнос-Айрес новым губернатором был избран экономист Аксель Кисиллоф (независимый кандидат), в прошлом министр экономики Аргентины[17], с 2015 года депутат от Буэнос-Айреса. За Кисилёва, поддержанного коалицией Всеобщий фронт[исп.], проголосовало 5 022 109 избирателей (55,5 %). Также Всеобщий фронт выиграл выборы в провинциальную Палату депутатов.
- В провинции Катамарка новым губернатором был избран Рауль Алехандро Халиль (Партия Перонистского возрождения), мэр города Сан-Фернандо-дель-Валье-де-Катамарка. За Халиля, поддержанного коалицией Всеобщий фронт, проголосовало 133 441 избирателей (60,45 %). Также Всеобщий фронт выиграл выборы в провинциальные Палату депутатов и Сенат.
- В провинции Ла-Риоха новым губернатором был избран депутат провинциального законодательного органа Рикардо Кинтела (Хустисиалистская партия). За Кинтелу, поддержанного коалицией Всеобщий фронт, отдали свои голоса 95 115 избирателей (44,89 %).